# عثمان فاروق
عثمان فاروق (بالإنجليزية: Usman Faruk)‏ هو عسكري وسياسي نيجيري، ولد في 1935. انتخب Governor of Sokoto State ‏.